# 毛叶油丹
毛叶油丹（学名：Alseodaphne andersonii）为樟科油丹属下的一个种。

## 扩展阅读
- 維基物種上的相關：毛叶油丹